# Marcel Desprets
Marcel Desprets   (Saint-Quentin, 19 d'agost de 1906 - Brinhòla, 12 de març de 1973) va ser un tirador d'esgrima francès, especialista en espasa, que va competir durant les dècades de 1930 i 1940.
El 1948 va prendre part en els Jocs Olímpics d'Estiu de Londres, on guanyà la medalla d'or en la prova d'espasa per equips del programa d'esgrima. En la prova individual quedà eliminat en sèries.
En el seu palmarès també destaquen dues medalles d'or al Campionat del món d'esgrima, el 1935 i 1947.